# Skarabäus-Schildwanze
Die Skarabäus-Schildwanze (Thyreocoris scarabaeoides), auch Käfer-Schwarzwanze genannt, ist eine Wanze aus der Familie der Corimelaenidae.

## Merkmale
Die Wanzen werden 3,1 bis 4,5 Millimeter lang. Sie sind metallisch schwarz oder bronzefarben gefärbt, grob punktiert und sind anhand ihres für die Familie Corimelaenidae typischen großen Schildchens (Scutellum), das fast den gesamten Hinterleib überdeckt, erkennbar. Die Schienen (Tibien) sind dreikantig und kräftig bedornt.

## Verbreitung und Lebensraum
Die Art ist von Nordafrika über Europa, östlich bis Sibirien verbreitet, fehlt jedoch im hohen Norden. In Mitteleuropa ist sie weit verbreitet, im Norden jedoch seltener. Im Süden Deutschlands ist sie in Sandgebieten stellenweise häufig. Sie ist im Süden Großbritanniens weit verbreitet, tritt aber nur lokal auf. Besiedelt werden trockene und warme Lebensräume, insbesondere mit Sandböden.

## Lebensweise
Die Tiere leben vor allem an Veilchen (Viola), man findet sie aber am Boden unter verschiedenen Pflanzenarten. Die adulten Tiere findet man nur selten oben auf den Pflanzen. Die Nymphen leben anfangs in Aggregationen. Sie saugen vermutlich an den Wurzeln ihrer Nahrungspflanzen. Die Überwinterung erfolgt unter trockener Laub- und Nadelstreu, in Moos oder unter Steinen. Die Paarung erfolgt ab April, die Eiablage überwiegend im Mai und Juni. Die adulten Tiere der neuen Generation kann man ab Ende Juli oder August antreffen. Pro Jahr tritt eine Generation auf.

## Belege